# Матчи сборной Польши по футболу 1933

Капитаны сборных Польши и Третьего Рейха перед матчем в Берлине. Справа капитан сборной Польши Юрий Буланов, слева капитан сборной Третьего Рейха Станислав Коберский. 1933 год.

В 1933 году сборная Польши провела 4 товарищеских матчей, одержав 1 победу и потерпев 3 поражения. Разница мячей 5:7.
Сборная Польши впервые приняла участие в отборочном турнире к Чемпионату мира в 5. отборочной группе, проиграв в Варшаве сборной Чехословакии 1:2.
17 апреля краковская Висла провела в Брюсселе матч против сборной Бельгии, первой из польских команд сыграв при искусственном освещении и с номерами на футболках. Матч закончился победой бельгийцев 3:0.
3 декабря сборная сыграла выездной матч со сборной Третьего Рейха. Матч впервые транслировался по радио. Репортаж вёл бывший игрок Краковии и сборной Станислав Мелех.
Бомбардиры сборной Польши в 1933 году:
- Юзеф Наврот[пол.] — 2 гола;
- Эдмунд Маёвский[англ.] — 1 гол;
- Владислав Круль — 1 гол;
- Генрик Мартына[пол.] — 1 гол.

## Матч № 43
Товарищеский матч
| Польша | 0:1 отчёт (недоступная ссылка) | Бельгия       |
|        | Голы                           | Жан Бришо 39′ |

| | Составы  | | |
| Спиридон Албаньский, Генрик Мартына, Юрий Буланов, Юзеф Котлярчик, Кароль Дзивич, Эвальд Урбан, Юзеф Наврот, Кароль Пазурек, Герард Водаж, Ян Котлярчик, Владислав Щепаняк |          | Роберт Брает, Генри де Декен, Николас Хойдонкс, Жозеф ван Ингельгхем, Густав Хеллеманс, Жан Клаессенс, Леон Торфс, Бернард Воорхооф, Жан Бришо, Андре Саейс, Стенлей ван ден Эйндэ | Роберт Брает, Генри де Декен, Николас Хойдонкс, Жозеф ван Ингельгхем, Густав Хеллеманс, Жан Клаессенс, Леон Торфс, Бернард Воорхооф, Жан Бришо, Андре Саейс, Стенлей ван ден Эйндэ |
| Михал Матыас , Эдмунд Геймса 31' | Запасные | | |

## Матч № 44
Товарищеский матч
| Польша                                                           | 4:3 отчёт (недоступная ссылка) | Югославия                                             |
| Юзеф Наврот 10′, 46′ · Эдмунд Маёвский 75′ · Владислав Круль 88′ | Голы                           | Джордже Вуядинович 29′, 41′ · Александар Тирнанич 89′ |

| | Составы  | | |
| Спиридон Албаньский, Ян Паёнк, Юрий Буланов, Юзеф Котлярчик, Ян Котлярчик, Александр Мысяк, Юзеф Наврот, Кароль Пазурек, Юзеф Цишевски, Артур Вожняк, Эдмунд Маёвский |          | Бартол Чурич, Бранислав Димитриевич, Драган Ташич, Милирад Арсениевич, Густав Лехнер, Момчило Джокич, Александар Тирнанич, Славко Шурдонья, Благое Марианович, Джордже Вуядинович, Светислав Глишович | Бартол Чурич, Бранислав Димитриевич, Драган Ташич, Милирад Арсениевич, Густав Лехнер, Момчило Джокич, Александар Тирнанич, Славко Шурдонья, Благое Марианович, Джордже Вуядинович, Светислав Глишович |
| Герард Водаж , Владислав Круль 27' | Запасные | | |

## Матч № 45
Отборочный турнир к Чемпионату мира
5. подгруппа
| Польша             | 1:2 отчёт (недоступная ссылка) | Чехословакия                            |
| Генрик Мартына 52′ | Голы                           | Йожеф Сильны 33′ · Ярослав Пельцнер 77′ |

| | Составы | | |
| Спиридон Албаньский, Генрик Мартына, Юрий Буланов, Юзеф Котлярчик, Ян Котлярчик, Александр Мысяк, Владислав Круль, Михал Матыас, Юзеф Наврот, Кароль Пазурек, Эдмунд Маёвский |         | Франтишек Планичка, Ярослав Бургр, Йожев Штырокы, Вацлав Боушка, Штефан Камбал, Рудольф Крчил, Ярослав Пельцнер, Йожев Сильны, Олджих Неедлы, Антонин Пуч, Олджих Рулц | Франтишек Планичка, Ярослав Бургр, Йожев Штырокы, Вацлав Боушка, Штефан Камбал, Рудольф Крчил, Ярослав Пельцнер, Йожев Сильны, Олджих Неедлы, Антонин Пуч, Олджих Рулц |

## Матч № 46
Товарищеский матч
| Третий Рейх            | 1:0 отчёт (недоступная ссылка) | Польша |
| Йозеф Рассельнберг 89′ | Голы                           |        |

| | Составы | | |
| Ганс Якоб, Зигмунд Харингер, Эмиль Краузе, Пауль Янес, Якоб Бендер, Ганс Аппель, Эрнст Лехнер, Людвиг Лачнер, Карл Хохманн, Йозеф Рассельнберг, Станислав Коберский |         | Спиридон Албаньский, Генрик Мартына, Юрий Буланов, Юзеф Котлярчик, Ян Котлярчик, Александр Мысяк, Эвальд Урбан, Михал Матыас, Юзеф Наврот, Кароль Пазурек, Герард Водаж | Спиридон Албаньский, Генрик Мартына, Юрий Буланов, Юзеф Котлярчик, Ян Котлярчик, Александр Мысяк, Эвальд Урбан, Михал Матыас, Юзеф Наврот, Кароль Пазурек, Герард Водаж |